# Gillaspytes janzeni
Gillaspytes janzeni är en skalbaggsart som beskrevs av Henry Fuller Howden 1980. Gillaspytes janzeni ingår i släktet Gillaspytes och familjen Dynastidae. Inga underarter finns listade i Catalogue of Life.